# L'Appartement 22
 (mai 2015).
L'appartement 22 (avec un grand L et un petit a) est un lieu d'art marocain indépendant, fondé à Rabat en 2002 par le critique d'art Abdellah Karroum, à la suite d'une série de projets de rencontres, expéditions et productions artistiques.

## Historique
La naissance de ce projet a eu lieu en pleine période d'alternance démocratique au Maroc. La première exposition, JF JH individualités (2002), réunissant les œuvres de Safaa Erruas et Younès Rahmoun, a pour thème les questions sociales du pays.
L'appartement 22 a joué un rôle essentiel dans le développement des espaces indépendants au Maroc[réf. nécessaire], au moment où la liberté d'expression est devenue un mot d'ordre dans ce pays où la politique, la religion et l'économie sont des objets exclusifs du pouvoir traditionnel et postcolonial[réf. nécessaire].
L'appartement 22 s'offre une extension en 2007 avec la première webradio de l'art et avec le Workshop de l'Appartement 22. Basée au Maroc, la radio R22 travaille à la fois à l'échelle locale et internationale.
En juin 2009, L'Appartement 22 participe à la première édition du festival No Soul For Sale à New York, organisé par X Initiative. Ainsi qu'à la deuxième édition qui a eu lieu à la Tate Modern à Londres en 2010.

## Programme
Le programme de L'appartement 22 est d'organiser des expositions, des résidences d'artistes, des rencontres avec les théoriciens professionnels et universitaires. Situé au cœur de la ville, en face du parlement, ce lieu de débats interroge aussi bien l'histoire de l'art que la situation sociale, politique et culturelle de son émergence.
La première exposition de L'appartement 22, en 2002, intitulée JF JH individualités, affirmait déjà le caractère militant du programme qui allait suivre[réf. nécessaire], touchant des questions sociales. L'appartement 22 est considéré[Par qui ?] comme une « micro-académie » pour les jeunes artistes[réf. nécessaire].

## Expositions
- Mustapha Akrim, Article 13, 2011.
- Matti Braun, Pierre, 2010.
- JF_JH individualités (2002), avec Safaa Errouas et Younes Rahmoun

Les Conférences et colloques
- « Les réseaux et les enjeux de l'art à l'époque post-contemporaine », en partenariat avec l'ENA (École nationale d'architecture) à Rabat et l'ESAV à Marrakech (École Supérieure des Arts Visuels).

## Artistes présentés (liste partielle)
- Ro Caminal: La terre qui chante resiste, et la terre qui résiste chante, du 22 janvier au 08 mars 2025.
- Adel Abdessemed
- Hamdi Attia
- Yto Barrada,
- Ninar Esber
- Seamus Farrell
- Mona Hatoum
- Antoni Muntadas
- Otobong Nkanga
- Catherine Poncin
- Younès Rahmoun
- Jean-Paul Thibeau